# Jack Larson
Jack Larson  (* 8. Februar 1928 in Los Angeles; † 20. September 2015 in Brentwood, Los Angeles) war ein US-amerikanischer Schauspieler, Filmproduzent und Autor.

## Leben

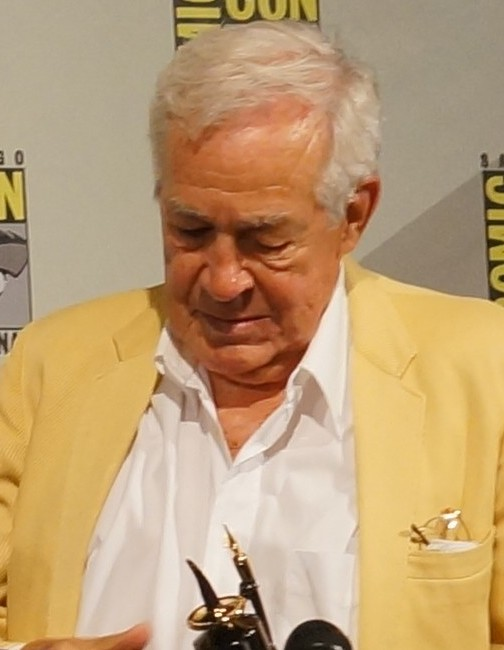
Jack Larson (2013)

Seine Eltern waren Anita Calicoff Larson und George Larson. Larson besuchte die Montebello Highschool in Kalifornien. Noch als Schüler erhielt er einen Studiovertrag bei Warner Brothers, später war er zeitweise bei den US-Marines als Matrose. Er war als Theater- und Filmschauspieler in verschiedenen Film-, Fernseh- und Theaterrollen in den Vereinigten Staaten tätig. Einem breiten Publikum wurde er in der Fernsehserie The Adventures of Superman (dt. Superman – Retter in der Not) aus den 1950er-Jahren bekannt, in der Larson den Part des Jimmy Olsen übernahm. In dem Superman-Film Superman Returns hatte er 2006 einen Cameo-Auftritt als Barkeeper Bo.
In späteren Jahren war er vorwiegend als Autor von Theaterstücken tätig und konnte sich damit eine erfolgreiche Zweitkarriere aufbauen. Der Komponist Virgil Thomson beauftragte Larson, das Libretto für seine Oper Lord Byron zu schreiben, die 1972 im Juilliard Theatre in New York ihr Debüt hatte.
Sein Lebenspartner war bis zu dessen Tod der US-amerikanische Filmregisseur und Drehbuchautor James Bridges (1936–1993), den er 1957 bei den Dreharbeiten zu Johnny Trouble kennengelernt hatte. Gemeinsam arbeiteten sie an mehreren Filmprojekten. Zuvor war Larson zeitweise der Lebensgefährte von Montgomery Clift gewesen. Larson starb im September 2015 im Alter von 87 Jahren in seinem Haus in Los Angeles, das 1939 von Frank Lloyd Wright entworfen worden war.

## Filmographie (Auswahl)

### Als Schauspieler
- 1948: Fighter Squadron
- 1949: Flame of Youth
- 1950: Redwood Forest Trail
- 1950: A Wonderful Life (Kurzfilm)
- 1950: Trial Without Jury
- 1951: Fighting Coast Guard
- 1951: On the Loose
- 1951: Starlift
- 1952: Kid Monk Baroni
- 1952: Im Dutzend heiratsfähig (Belles on Their Toes)
- 1952: Schlachtzone Pazifik (Battle Zone)
- 1952: Sturmgeschwader Komet (Flat Top)
- 1952: Superman – Retter in der Not (Adventures of Superman; Fernsehserie, 101 Folgen)
- 1953: Star of Texas
- 1953: Three Sailors and a Girl
- 1953: Man Crazy
- 1954: Stamp Day for Superman (Kurzfilm)
- 1954: About Mrs. Leslie
- 1955–1957: Navy Log (Fernsehserie, 4 Folgen)
- 1957: Johnny Trouble
- 1960: The Millionaire (1 Folge)
- 1965: Gomer Pyle, U.S.M.C. (1 Folge)
- 1991: Superboy (1 Folge)
- 1996: Superman – Die Abenteuer von Lois & Clark (1 Folge)
- 2006: Superman Returns
- 2009: Bob’s New Suit
- 2010: Law & Order: Special Victims Unit (1 Folge)
- 2016: Surge of Power: Revenge of the Sequel

### Als Produzent
- 1970: 100 Dollar mehr, wenn’s ein Junge wird (The Baby Maker)
- 1984: Mike's Murder
- 1985: Perfect
- 1988: Die grellen Lichter der Großstadt (Bright Lights, Big City)